# محمدرحیم متقی ایروانی
محمدرحیم متقی ایروانی (۲۱ بهمن ۱۲۹۹ در شیراز – ۱۲ اسفند ۱۳۸۴ در لندن) کارآفرین و سرمایه‌دار ایرانی، عضو اتاق بازرگانی تهران و بنیان‌گذار کفش ملی بود.

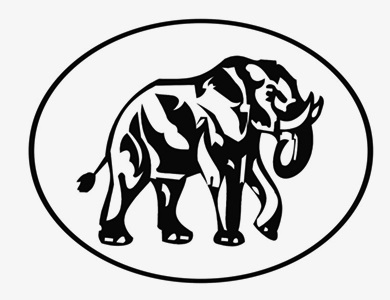
لوگوی کفش ملی

او گروه صنعتی ملی را که در اسفند ۱۳۳۰ بنا نهاده بود، با تقریباً ۱۰ هزار کارمند و کارگر و تولید ۲۵٬۰۹۸٬۰۰۰ جفت کفش در سال ۱۳۵۶، به یکی از موفق‌ترین گروه‌های صنعتی ایران در قرن بیستم تبدیل کرد. زمینه تاریخی این موفقیت با رویگردانی استراتژیک از دولت فرمایی اقتصاد ملی و بازرگانی خارجی در سال‌های باثبات پس از جنگ جهانی دوم فراهم آمد.
ایروانی، طی سال‌های ۱۳۳۵ تا ۱۳۵۷ بیش از ۵۰ شرکت تأسیس کرد و برای کارگرانش خانه‌های سازمانی ساخت و سرویس رایگان ایاب و ذهاب در نظر گرفت.  کسب و کار او توسعه پیدا کرد و در سال ۱۳۵۷ کفش ملی و مجموعه شرکت‌های وابسته به محمدرحیم متقی ایروانی، در جریان مصادره‌های ابتدای انقلاب، مصادره شد و به دلایل ضعف مدیریت و واگذار نکردن آن به بخش خصوصی ۴ میلیارد و هشتصد میلیون ریال آن زمان ضرر داد.
ایروانی پس از انقلاب به آمریکا رفت و کودکان تحت نظرش، که آن زمان ۱۴ تا ۱۶ ساله شده بودند را هم، با هزینهٔ خود به خارج از کشور برد و در آنجا کارخانهٔ چرمسازی بوستون را تأسیس کرد و باز هم کفش تولید کرد.

## زندگی
او در سال ۱۳۲۴ در رشته حقوق قضایی از دانشگاه تهران فارغ‌التحصیل شده بود. آنچه را که ایروانی در شرایط مناسب تاریخی با حقوقدانی، نیازشناسی و بازارشناسی ساخته بود پس از انقلاب ایران (۱۳۵۷) مصادره و به تملک دولت درآمد.
او پس از کشته شدن برادرش محمدرضا، در ۶ مرداد ۱۳۵۹ با شعار «به گذشته فکر نکنید فقط به آینده بیندیشید» با همسرش زینت، از آلمان به کانادا و سپس به آمریکا رفت.

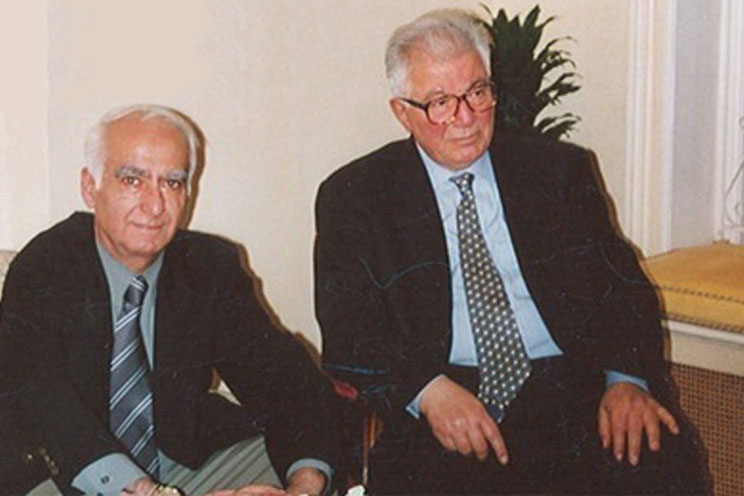

اینبار بر اساس آنچه سی سال پیشتر در مهرآباد تهران و اسماعیل‌آباد کرج ساخته بود از سال ۱۹۸۱ در حوالی شهر آتلانتا در ایالت جورجیا «پارک صنعتی کامن ولث» و صنایع جورجیا و کارخانجات کفش اوکاباشی را با مشارکت شرکت‌های ایتالیایی و ژاپنی که در ایران با او همکاری داشتند بنیان نهاد.

ایروانی پس از انقلاب و مصادره شرکت کفش ملّی ابتدا کارخانه کفش و چرمسازی را در بوستون آمریکا تأسیس کرد و سپس در قاهره کارخانه کفش استاندارد را تأسیس کرد.

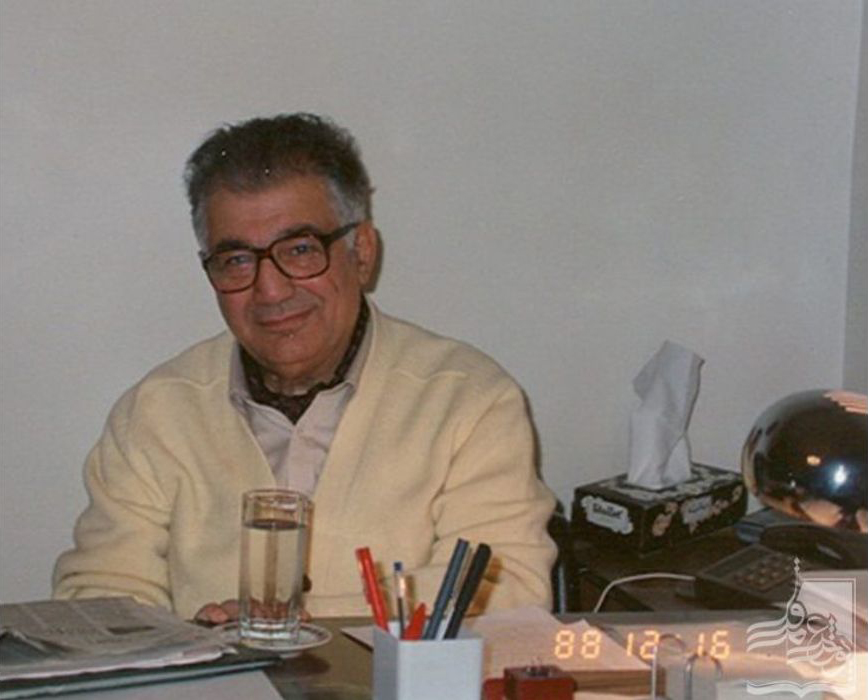

رحیم ایروانی سرانجام در ۱۲ اسفند ۱۳۸۴ بعد از یک روز کامل کاری درگذشت.

## نیکوکاری
رحیم ایروانی در سال ۱۳۴۳ شرکتی به نام شرکت کانون مشاوره اقتصادی را به منظور تربیت و پرورش ۲۲ کودک دوماهه تا ۲ساله تأسیس کرد تا در آینده این کودکان از مدیران بنگاه‌های صنعتی او بشنود. قرار بر این شد قسمت عمده بودجه کانون به مصارف تحصیلی این اطفال برسد و لوازم خوراک پوشاک و وسایل زندگی ساده و کم خرج باشد. همچنین هیچ‌کدام از این اطفال نیز پس از رسیدن به سن ۱۸ سالگی هیچ تعهدی نسبت به کانون ندارند و مختارند که هرجور که خواستند در اجتماع زندگی کنند. فقط انتظار مؤسسه این است که نسبت به تحصیل جدی باشند و تمسک به دین اسلام و حسن اخلاق را پیشه خود سازند. با وقوع انقلاب اسلامی ایروانی این کودکان را که آن زمان ۱۴ تا ۱۶ ساله بودند با خود به خارج از کشور برد.